# Alqueria del Forn de Barraca
El Forn de Barraca fou una antiga alqueria d'Alboraia. Data del 1906 i feia les funcions de forn. Situada al costat de la V21, en construir-se l'autovia se li va expropiar el corral. El 2019 es va preveure la demolició per tal d'ampliar la V21, fet que provocà mobilitzacions ciutadanes els dies 17 i 18 de setembre, que endarreriren l'enderrocament per més de 24 hores. Finalment, el dijous 19 de setembre la Guàrdia Civil va desallotjar als activistes i permeté que els operaris accediren a l'Alqueria, fent un forat en la paret que contenia una pintada amb el lema L'Horta és vida per tal de traure mobles de l'interior. Els activistes, més nombrosos després de demanar ajuda, van tornar a reunir-se al voltant de l'edifici per evitar l'enderroc.
Entre les accions de protesta, convocades pel col·lectiu Per l'Horta, hi hagué una cadena humana que envoltà l'edifici.
Finalment, el 27 de setembre la Guàrdia Civil va desallotjar l'Alqueria novament, permetent així l'enderrocament definitiu.